# 乔清晨
乔清晨（1939年10月—），河南郑州人，空军航空兵飞行员出身。前中国人民解放军空军司令员、中央军事委员会委员。中国人民解放军空军上将军衔。

## 履历
曾任中国人民解放军空军航空兵第二十九师师长，空四军、空八军副政委，中国人民解放军济南军区空军副政委。1996年1月任中国人民解放军北京军区副司令员兼军区北京军区空军司令员。1997年11月任中国人民解放军空军副司令员。1999年1月起任空军政委。2002年5月接替患癌症的刘顺尧任空军司令员；晋升上将军衔。2004年9月当选中国共产党中央军事委员会委员。2005年3月被任命为中华人民共和国中央军事委员会委员。
他是中共第十六屆中央委員。